# Carl Wayne

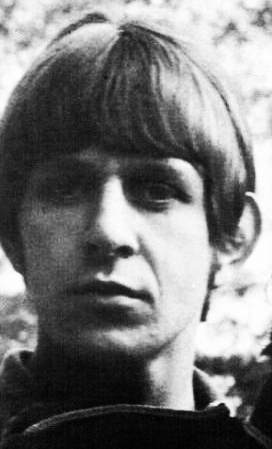
Carl Wayne (1967)

Carl Wayne (* 18. August 1943 in Birmingham; † 31. August 2004 in Pyrford, Surrey) war ein britischer Sänger und Schauspieler.

## Leben
Seinen ersten Plattenvertrag hatte er mit der Gruppe Carl Wayne and the Vikings. 1966 wurde er bekannt als Sänger der Gruppe The Move, deren Mitglied er bis 1970 war. In der Folgezeit betätigte er sich als Theater- und Filmschauspieler und weiterhin als Sänger. Von 2000 bis zu seinem Tod 2004 war er Sänger der Gruppe The Hollies. Er starb im Alter von 61 Jahren nach längerem Leiden an Speiseröhrenkrebs.